# Oriental Heritage (Changsha)
Koordinaten: 28° 12′ 21″ N, 112° 35′ 21″ O
Oriental Heritage (chinesisch 方特东方神画) ist ein chinesischer Freizeitpark in Changsha, Hunan, der 2019 eröffnet wurde. Er wird von der Fantawild Holdings betrieben, die auch andere Freizeitparks in China betreiben.

## Liste der Achterbahnen
| Name                          | Typ                                   | Hersteller                            | Eröffnungsjahr |
| ----------------------------- | ------------------------------------- | ------------------------------------- | -------------- |
| Big Top / 马戏飞车            | Suspended Coaster, Familienachterbahn | Vekoma                                | 2019           |
| Celestial Gauntlet / 勇闯神界 | Stahlachterbahn mit Inversionen       | Vekoma                                | 2019           |
| Puppy Coaster / 柯基跑跑车    | Big Apple                             | Beijing Shibaolai Amusement Equipment | 2019           |